# 리드 보컬

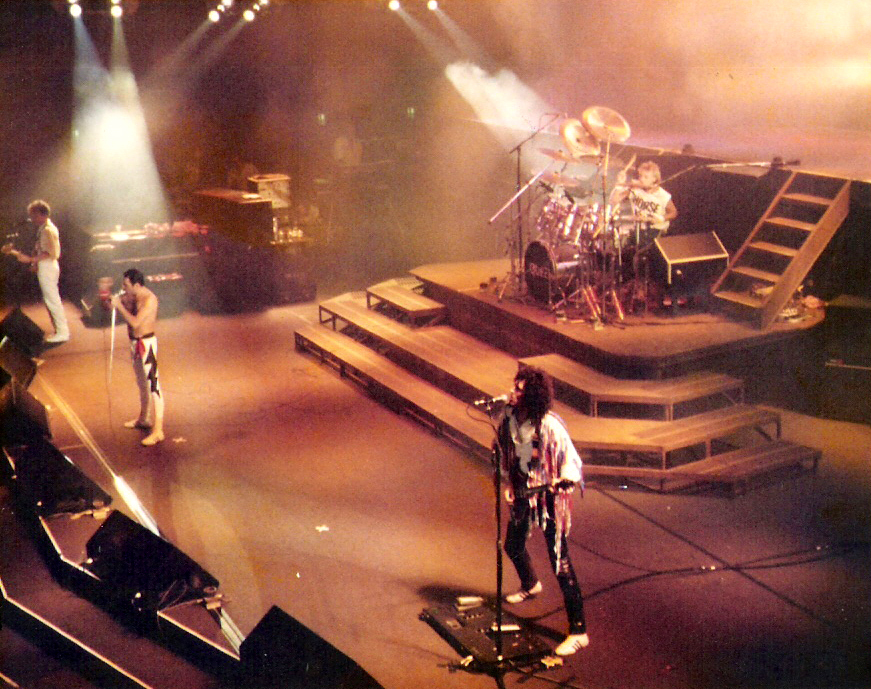
록 밴드 퀸의 1984년 공연 모습. 무대 전면에 선 세 명 중 가운데 인물이 리드 보컬 프레디 머큐리이다.

리드 보컬리스트(Lead vocalist)는 노래의 메인 보컬을 담당하는 음악 그룹의 보컬리스트를 가리킨다. 보통 하나 이상의 악기를 연주할 수 있거나, 보통은 그룹의 리더로서, 종종 대중과 인터뷰 전에 대변인 역할을 맡는다. 그래서 때로 리드보컬을 리더라고 부른다. 원래는 밴드의 메인 보컬을 뜻하던 말이었으나, 대한민국에서는 아이돌 그룹의 경우 노래의 전반부와 코러스와 리드를 맡는 보컬을 리드 보컬이라고 부르고 노래의 하이라이트나 고음, 후렴을 담당하는 보컬을 메인 보컬이라 하여 구분하는 경향이 있다.